# Šumberak
Šumberak ili Šumbrig (mađ. Somberek, nje. Schomberg) je selo u južnoj Mađarskoj.
Zauzima površinu od 31,42 km četvorna.

## Zemljopisni položaj
Nalazi se jugoistočno od Mečeka, 7 km zapadno od Dunava, na 46°5' sjeverne zemljopisne širine i 18°40' istočne zemljopisne dužine, 7 km zapadno od Bara, istočno od Nimeša i sjeverno od Mohača.

## Upravna organizacija
Upravno pripada Mohačkoj mikroregiji u Baranjskoj županiji. Poštanski broj je 7728.

## Stanovništvo
U Šumberku živi 1550 stanovnika (2002.).

## Partnerstva
- Jelka
- Langenau
- Dossenheim
- Sinabelkirchen
- Mühlwald (Selva dei Molini)

## Vanjske poveznice
- (mađ.) Somberek Önkormányzatának honlapja
- (mađ.) Somberek a Vendégvárón  Arhivirana inačica izvorne stranice od 24. veljače 2005. (Wayback Machine)
- Šumberak na fallingrain.com